# MBLAQ
MBLAQ (akronym pro Music Boys Live in Absolute Quality) je jihokorejská skupina založená v roce 2009. Její nahrávací společností je Rainova J.Tune Entertainment. Skupina debutovala 9. října 2009 na koncertu Raina s názvem "Legend of Rainism". Dne 14. října 2009 skupina vydala své debutové mini-album Just BLAQ Jejich druhé album Y bylo vydáno 18. května 2010.

## Členové
Seung Ho (승호)
- Celé jméno: Yang Seung Ho (양승호)
- Datum narození: 16. října 1987
- Pozice: Leader, vokály, tanečník

G.O. (지오)
- Celé jméno: Jung Byung Hee (정병희)
- Datum narození: 6. listopadu 1987
- Pozice: hlavní vokály, tanečník

G.O. je bývalý člen korejské sky TYKEYS. Tato tříčlenná skupina debutovala v roce 2007.
Lee Joon (준)
- Celé jméno: Lee Chang Sun (이창선)
- Datum narození: 7. února 1988
- Pozice: Vokály, hlavní tanečník

Joon hrál ve filmu Ninja Assassin jako mladší já Raina (Raizo). Je také stálým členem Star Golden Bell Challenge TV.
Cheon Doong / Thunder (천둥)
- Celé jméno: Park Sang Hyun (박상현)
- Datum narození: 7. října 1990
- Pozice: Rap, vokály, tanečník

Cheon Doong (korejský výraz pro Thunder) je mladší bratr zpěvačky Sandary Park ze skupiny 2NE1. Se zpěvačkou Lyn nazpíval song New Celebration.
Mir (미르)
- Celé jméno: Bang Cheol Yong (방철용)
- Datum narození: 10. března 1991
- Pouice: hlavní rap, tanečník

Mir je mladší bratr herečky Go Eun Ah.